# Palazzo della Cancelleria
Il Palazzo della Cancelleria a Roma è situato in piazza della Cancelleria, su Corso Vittorio Emanuele II e non lontano da Campo de' Fiori. Sede storica della Cancelleria Apostolica, ancora oggi accoglie i tribunali della Santa Sede: la Penitenzieria Apostolica, la Segnatura Apostolica e la Rota Romana. Il palazzo, probabilmente progettato ed in parte compiuto tra il 1486 ed il 1496, è a tutt'oggi di proprietà esclusiva della Sede Apostolica e pertanto gode delle immunità riconosciute alle Ambasciate estere in quanto zona extraterritoriale della Santa Sede.

## Storia

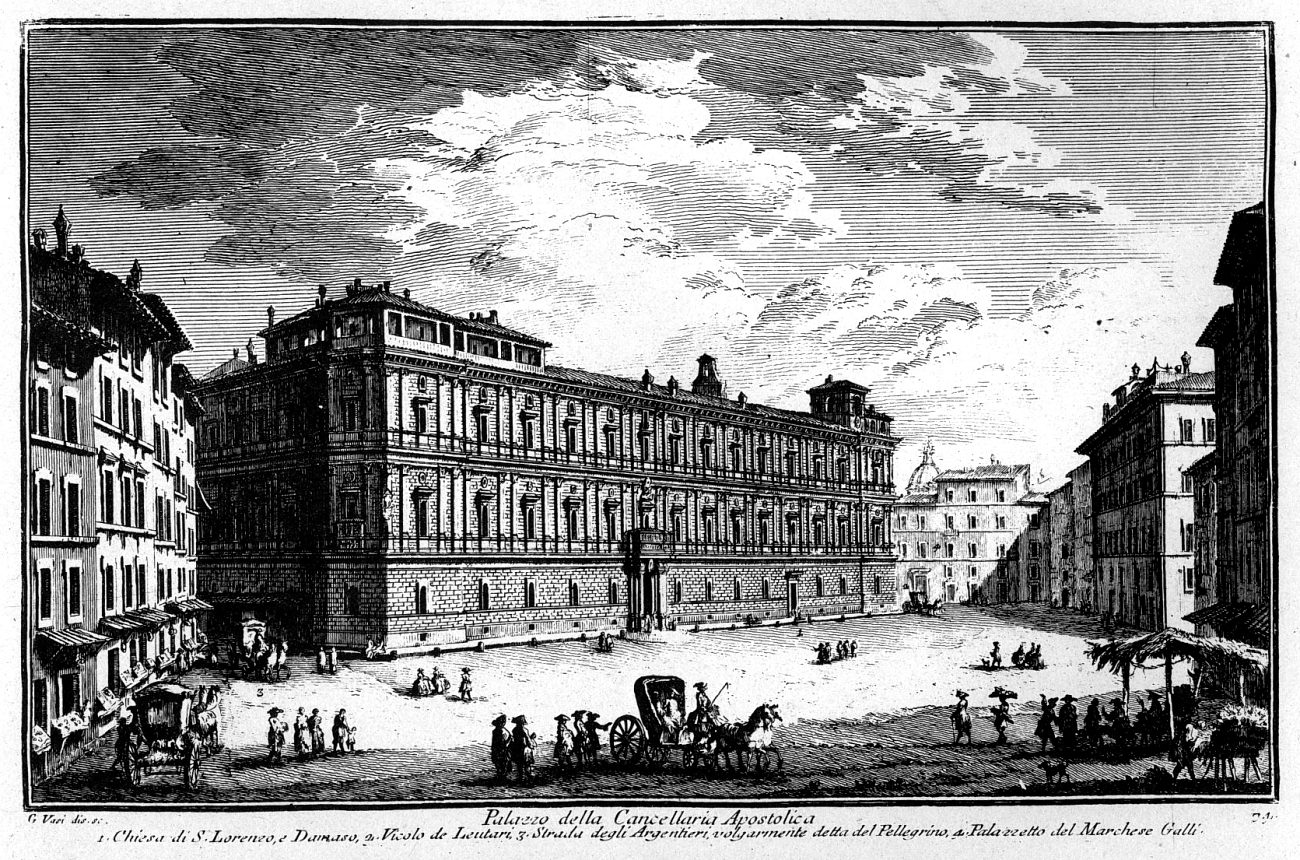
Il palazzo in un'incisione di Giuseppe Vasi

Il palazzo della Cancelleria fu costruito per il Cardinale Raffaele Riario, che era Camerlengo di suo zio Papa Sisto IV durante il cui pontificato probabilmente ebbe inizio la sua costruzione. 
Pietro Aretino narra che il Cardinale Raffaele Riario riuscì a completare i lavori del Palazzo della Cancelleria grazie ad una vincita al gioco con Franceschetto Cybo, figlio naturale (regolarmente legittimato) del pontefice Innocenzo VIII.
Nel 1517 divenne però sede della Cancelleria Apostolica. Si diffuse infatti la voce che i fondi per la costruzione venissero dalle vincite di una sola notte di gioco ad opera dello stesso Raffaele Riario e pertanto il Palazzo venne confiscato dallo Stato. Da allora, ininterrottamente, restò la sede di tutti i cardinali vice Cancellieri. Dal 1763 al 1807 il vicecancelliere è stato anche il pretendente giacobita al trono di Gran Bretagna, Enrico Benedetto Stuart, cardinale duca di York, secondo i giacobiti "Enrico IX di Gran Bretagna".
La lunga facciata del palazzo incorpora la facciata della Basilica di San Lorenzo in Damaso, che - in quanto chiesa palatina -  fu la chiesa titolare del Cardinale vice Cancelliere; la Basilica si trova sulla destra, con il fronte del palazzo che continua diritto: l'entrata alla chiesa è sulla destra della facciata. La chiesa del V secolo (l'interno è stato ricostruito a più riprese) è edificata, come anche la chiesa di San Clemente, sopra un mitreo romano; scavi sotto il cortile del Palazzo, operati nel 1988 – 1991 hanno rivelato fondamenta, IV e V secolo, della grande basilica del San Lorenzo in Damaso, fondato da Papa Damaso I, rendendola una delle più importanti chiese paleocristiane di Roma. Inoltre è stato identificato un cimitero adiacente, in uso dall'VIII secolo fino a poco prima della costruzione del palazzo.
Come già detto, nel 1513 il palazzo, appena completato, fu sequestrato dal primo Papa della famiglia Medici, Leone X, che non aveva dimenticato la compiacenza di Sisto ai tempi della sanguinaria congiura dei Pazzi organizzata per sostituire i Medici a Firenze con il regime dei Della Rovere.
Vi vennero dunque trasferiti gli uffici della Cancelleria Apostolica, in precedenza collocati nel vicino Palazzo detto Cancelleria Vecchia ubicato sulla strada dei Banchi oggi via dei Banchi Vecchi, di proprietà del cardinale Rodrigo Borgia, futuro papa Alessandro VI, dopo che acquistò dallo zio Callisto III le rovine della vecchia Zecca che per un breve periodo fu in quell'edificio, ospitandovi il cardinale cancelliere Ascanio Sforza, alla cui famiglia il palazzo ancora oggi appartiene.
Durante la Seconda Repubblica Romana del 1849, per un breve periodo si riunì qui il Parlamento romano.
A seguito dei Patti Lateranensi stipulati nel 1929 l'edificio, insieme ad altri immobili della Santa Sede, gode della condizione di extraterritorialità con tutte le garanzie che conseguono a tale status. La giurisdizione all'interno del Palazzo spetta al Vaticano che, quando necessita, provvede ad un distaccamento del Corpo della Gendarmeria.
Nel 1938, sotto l'attuale Palazzo della Cancelleria, venne ritrovata la tomba di Aulo Irzio.

## Descrizione

### Esterno

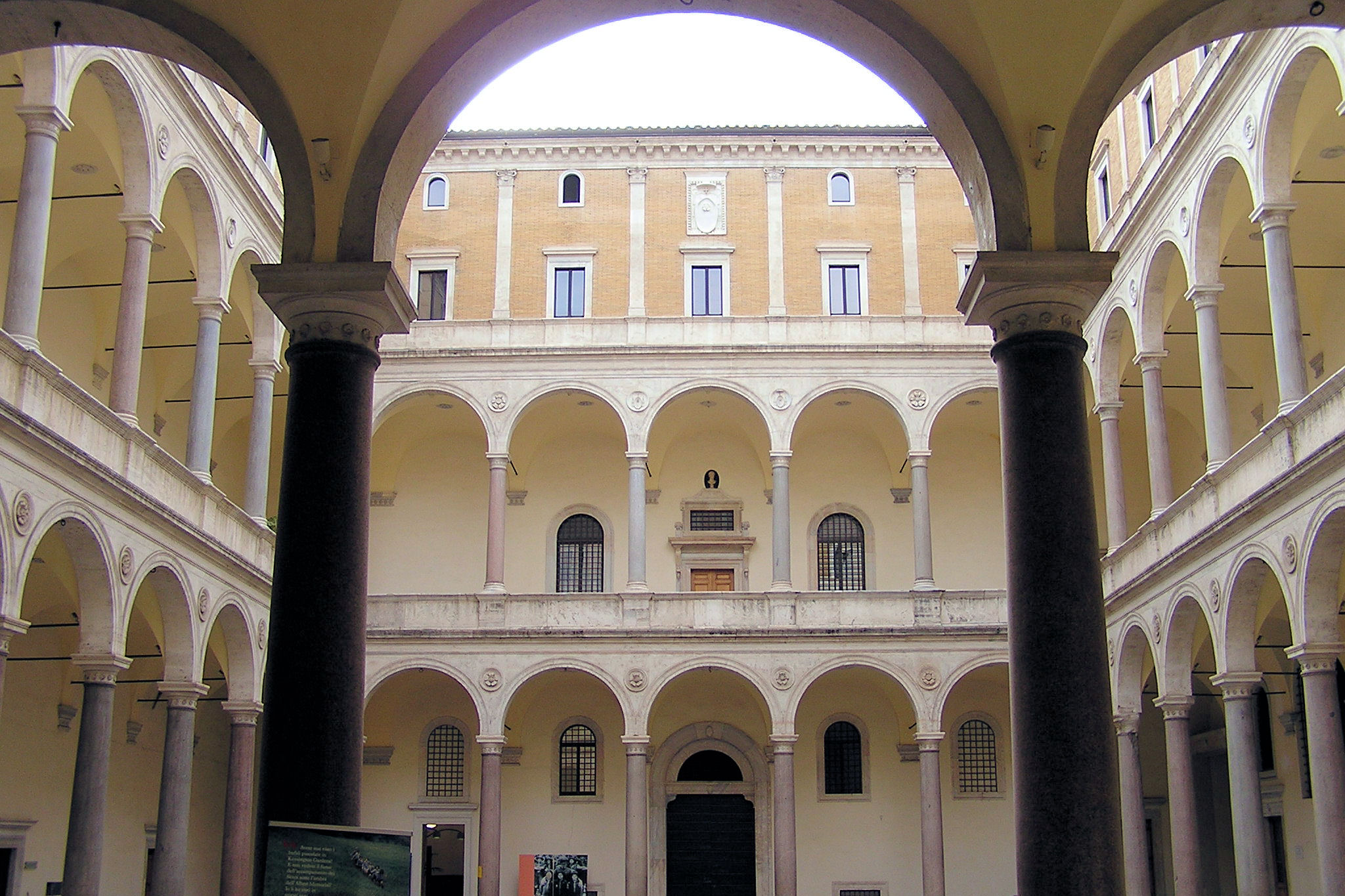
Il cortile da alcuni attribuito al Bramante

Fu il primo palazzo a Roma ad essere costruito ex novo in stile rinascimentale ed è pertanto considerato a buon titolo uno dei palazzi più belli dell'Urbe. La lunga facciata, con il suo ritmo di lesene disposte ad interassi alternati, tra cui sono poste finestre sormontate da archi, è di concezione fiorentina, paragonabile a Palazzo Rucellai di Alberti. La Porta d'ingresso alla Chiesa è opera di Jacopo Barozzi da Vignola mentre il grande portone del palazzo fu aggiunto nel XVI secolo da Domenico Fontana su ordine del cardinale Alessandro Montalto, pronipote di papa Sisto V. Così infatti si legge nell'iscrizione posta sul frontone del palazzo: "R. CARD. RIARIIS SIXTI IV PRONEP. CAM. AEDES FECIT. A. CARD. MONT. SIXTI V PRONEP VICECANC. PREFECIT AN. SAL. 1589 SIX. V PONT. AN. V. cioè: Il cardinal Raffaele Riario, pronipote di papa Sisto IV e camerlengo, fece costruire questa casa. Il cardinal Alessandro Montalto, pronipote di papa Sisto V e vicecancelliere, la perfezionò nel 1589, anno quinto del pontificato di Sisto V.
Al sommo del piano nobile corre per tutta la facciata un'alta cornice contenente l'epigrafe dedicatoria del palazzo:
Il travertino color rosso fu preso dalle vicine rovine del Teatro di Pompeo. La stessa provenienza hanno le grandi colonne porpora di origine egizia, usate nel cortile interno per la realizzazione del porticato che è considerato dalla storia dell'arte uno dei più eleganti mai costruiti. Altri materiali utilizzati nella costruzione dell'edificio si vuole siano stai prelevati dal Colosseo e da un arco di Gordiano.
Nel centrale cortile rettangolare i due piani inferiori sono rappresentati da logge aperte. L'opinione sull'identità dell'architetto è divisa fra Bramante e Andrea Bregno, (Baccio Pontelli e Antonio da Sangallo il Vecchio) ma il cortile è attribuito generalmente a Bramante (Antonio da Sangallo il Vecchio), egli si rifaceva agli studi di Euclide. Sopra la loggia nella facciata sulla strada è ripetuto il tema che sembra quasi un trompe l'oeil.

### Interno
Nel palazzo, al piano nobile, nel Salone d'Onore è un ampio affresco che Giorgio Vasari ha compiuto in solo 100 giorni, rispettando così pienamente la richiesta del committente che aveva previsto di usare il salone per un imminente matrimonio. Secondo la tradizione, il Vasari si vantò della velocità con cui aveva eseguito l'opera con Michelangelo Buonarroti, che gli rispose secco "si vede!"
All'epoca in cui vi abitò come vice-cancelliere il cardinale Pietro Ottoboni il palazzo della Cancelleria divenne un importante centro della vita musicale di Roma. Tra il 1694 e il 1705 vi furono eseguiti in prima assoluta diversi oratori di Alessandro Scarlatti e varie cantate per il Natale. Nel 1709 Ottoboni vi fece anche costruire su progetto dell'architetto Filippo Juvarra un teatro, che venne rimosso dopo la sua morte (28 febbraio 1740); fu in questo teatro che si tenne almeno una radunanza dell'Accademia degli Arcadi in occasione del Natale 1712 a celebrazione di Gesù bambino, patrono spirituale dell'Accademia come racconta il primo Custode Giovanni Mario Crescimbeni nella sua Storia dell'Accademia degli Arcadi.